# دالبی استریو
دالبی استریو (انگلیسی: Dolby Stereo) شرکت الکترونیک آمریکایی است، که در سال ۱۹۷۶ تأسیس شد و هم‌اکنون زیرمجموعه‌ای از آزمایشگاه دالبی می‌باشد. 